# Sillon vestibulaire
Pour les articles homonymes, voir Sillon.
Ne doit pas être confondu avec le sillon vestibulaire des dents.

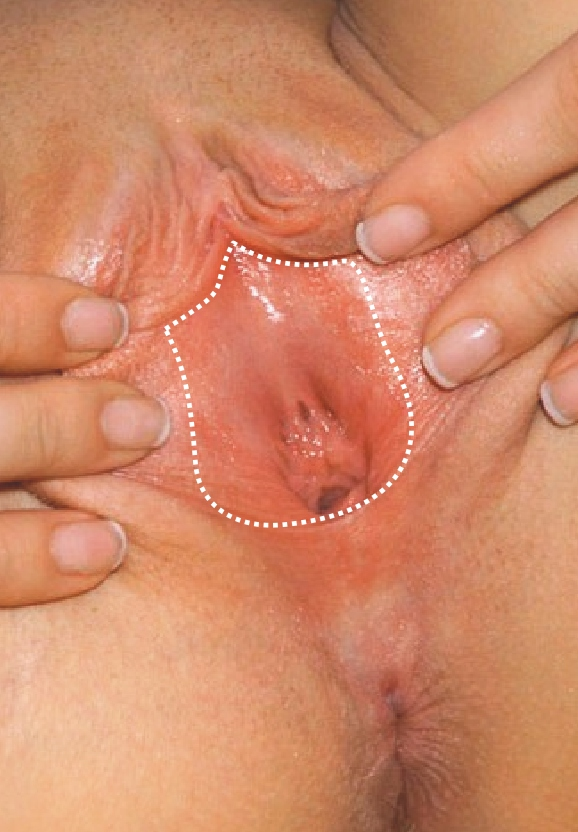
Vulve ouverte montrant en pointillé le vestibule vulvaire : les sillons vestibulaires constituent l'espace entre ce dernier et les petites lèvres.

Le sillon vestibulaire est un sillon, c'est-à-dire une rainure, qui sépare les petites lèvres du vestibule vulvaire. Au nombre de deux, ils constituent les extrémités de ce dernier. L'orifice des glandes vestibulaires majeures s'ouvrent dans ce sillon.

## Référence
1. ↑  Mamourou Koné, « VULVE », Séminaire DES Gynécologie Obstétrique, a no 1,‎ 7 février 2018, p. 1-31 (lire en ligne [PDF], consulté le 9 décembre 2018).